# 3897 Louhi
3897 Louhi је астероид главног астероидног појаса чија средња удаљеност од Сунца износи 2,692 астрономских јединица (АЈ).
Апсолутна магнитуда астероида је 12,7.